# Si tu aimes ma musique
Chansons représentant la Belgique au Concours Eurovision de la chanson
Samson
(1981) Rendez-vous
(1983)
Si tu aimes ma musique est une chanson interprétée par Stella Maessen, sous le prénom Stella, représentant la Belgique au Concours Eurovision de la chanson 1982 à Harrogate.
La chanson a également été enregistrée par Stella dans des versions en anglais et en allemand sous les titres If You Do Like My Music et Tut mir leid dass ich weine (« Désolé que je pleure ») respectivement.

## À l'Eurovision
Elle est intégralement interprétée en français, l'une des trois langues nationales de la Belgique, comme l'impose la règle entre 1977 et 1998.
Si tu aimes ma musique est la 11e chanson interprétée lors de la soirée du concours, suivant Sonntag de Mess pour l'Autriche et précédant Él de Lucía (en) pour l'Espagne,.
À la fin du vote, Si tu aimes ma musique termine 4e sur 18 chansons, en obtenant 96 points,.

## Liste des titres
Singles de Stella
Veel te veel
(1981) Solidaire
(1982)
| A1. | Si tu aimes ma musique | Jo May     | Fred Bekky, Rony Brack, Bobott | 2:54 |
| B1. | Renegade               | John Vijdt | Fred Bekky, Bobott             | 3:40 |

## Classements

### Classement hebdomadaire
| Classement (1982)                      | Meilleure position |
| -------------------------------------- | ------------------ |
| Belgique (Flandre Ultratop 50 Singles) | 3                  |

## Historique de sortie
| Pays        | Titre                       | Date | Format   | Label             |
| ----------- | --------------------------- | ---- | -------- | ----------------- |
| Allemagne   | Si tu aimes ma musique      | 1982 | 45 tours | Ariola            |
| Allemagne   | Tut mir leid dass ich weine | 1982 | 45 tours | Ariola            |
| Espagne     | If You Do Like My Music     | 1982 | 45 tours | Edigsa            |
| Grèce       | Si tu aimes ma musique      | 1982 | 45 tours | Music-Box         |
| Pays-Bas    | Si tu aimes ma musique      | 1982 | 45 tours | Ariola            |
| Portugal    | Si tu aimes ma musique      | 1982 | 45 tours | Orfeu             |
| Royaume-Uni | Si tu aimes ma musique      | 1982 | 45 tours | President Records |
| Suède       | Si tu aimes ma musique      | 1982 | 45 tours | Polar             |